# Jacques Georges Habib Hafouri
Jacques Georges Habib Hafouri (* 20. August 1916 in Damaskus, Syrien; † 4. Mai 2011) war syrisch-katholischer Erzbischof von Hassaké-Nisibi.

## Leben
Georges Habib Hafouri empfing am 28. Januar 1940 das Sakrament der Priesterweihe.
Papst Johannes Paul II. ernannte ihn am 18. März 1982 zum Erzbischof von Hassaké-Nisibi. Der Patriarch von Antiochia, Ignatius Antoine II. Hayek, spendete ihm am 13. August desselben Jahres die Bischofsweihe; Mitkonsekratoren waren Grégoire Ephrem Jarjour, Weihbischof in Antiochia, und Eustathe Joseph Mounayer, Erzbischof von Damaskus. 
Am 28. Juni 1996 nahm Papst Johannes Paul II. seinen altersbedingten Rücktritt an.
Georges Habib Hafouri galt als Experte für Leben und Werk des Kirchenlehrers Ephräm der Syrer.